# 申良
申良（1468年—1524年），字延賢，山西承宣布政使司澤州高平縣（今山西省高平縣）人，明朝政治人物。

## 生平
弘治十一年（1498年），申良舉戊午科山西鄉試，授山東招遠縣知縣，任內平定盜賊。歷任諸城縣、良鄉縣知縣，升苏州府推官、安吉州知州。再升常州府同知。後入朝任戶部員外郎。大禮議事件中，隨群臣哭諫左順門，授杖刑而死。追贈太僕寺少卿。